# William Plummer Benton
William Plummer Benton (25 décembre 1828 - 14 mars 1867) est un avocat américain et soldat qui a servi à la fois lors de la guerre américano-mexicaine et lors de la guerre de Sécession, où il atteint le grade de brigadier-général et, en 1866, après la fin de son service, a reçoit le brevet de major-général.

## Avant la guerre
Benton naît à New Market, dans le Maryland. Son père meurt quand il a quatre mois et, en 1836, il part avec sa mère à Richmond, Indiana. Commençant à travailler à l'âge de 15 ans, Benton passe deux ou trois ans à Cincinnati comme chaisier. Il part pour la Nouvelle-Orléans en 1847.  Lorsque Benton a 18 ans, il s'engage comme soldat lors de la guerre américano-mexicaine, et se bat avec bravoure dans l'infanterie montée à Contreras, Churubusco, Chapultepec et Mexico. 
De retour à Richmond, à la fin de la guerre, il entre à l'université pour étudier le droit. Il est admis au barreau, dans l'Indiana, en 1851 et commence à pratiquer avec Charles Clark. En 1852, il est élu procureur de district du comté de Wayne sur un ticket Whig et sert jusqu'en 1854. En 1854, il forme un partenariat avec J. B. Julian qu'il poursuit jusqu'en 1856, quand il est élu juge à la cour des plaids-communs, servant pendant un mandat, jusqu'à sa défaite à sa réélection en 1858.
En 1855, Benton épouse Sarah A. Wiggins, fille de Daniel A. Wiggins de Richmond. Lui et Sarah auront trois enfants, Walter, Jessie, et Mary. Sa femme meurt de la tuberculose, en 1861, à l'âge de 27 ans.

## Guerre de Sécession
Benton lève la première compagnie du comté de Wayne à la suite de l'appel de Lincoln pour 75 000 volontaires. Il est son capitaine lorsque la compagnie fait partie du 8th Indiana Volunteer Infantry Regiment, mais il est élu colonel du régiment. Il commande le 8th Indiana dans certains des premiers combats de la guerre au cours de la campagne de Virginie occidentale de McClellan en 1861, y compris la bataille de Rich Mountain.
Benton est décrit comme un bon commandant : « fiable ... non prétentieux et sérieux au teint rouge et à la forme rondelette de John Bull ».
Le régiment est alors envoyé au Missouri. Benton est réputé avoir le commandement d'une brigade à la bataille de Pea Ridge, bien que les archives officielles donnent un autre officier en tant que commandant, un membre du 33rd Illinois Volunteer Infantry Regiment décrit comme « manquant dans les prérequis fondamentaux du commandement ». Alors qu'il se trouve dans le Missouri, il se remarie à une veuve de guerre, Emma Adolphin Lenhart, après dix jours de cour.
En avril 1862 Benton est promu brigadier général des volontaires et sert avec distinction lors des batailles de Port Gibson, Jackson (où il est blessé), Champion Hill, Big Black River, et au siège de Vicksburg.
Il occupe ensuite divers commandements de district avec le XIII corps au Texas et en Louisiane tout au long de 1864, jusqu'à ce qu'il commande une division lors de la campagne contre Mobile, en Alabama, au début de 1865. Benton est libéré du service des volontaires le 24 juillet 1865. Le 13 janvier 1866, le président Andrew Johnson nomme Benton pour l'attribution du brevet de major-général des volontaires, afin une date de prise de rang au 26 mars 1865, et le Sénat américain confirme la nomination le 12 mars 1866.

## Après la guerre
Après la guerre, Benton est receveur des impôts locaux (Collector of Internal Revenue) du premier district de la Nouvelle-Orléans. Cependant, selon certaines sources, il meurt de la fièvre jaune, le 14 mars 1867. Néanmoins son certificat de décès ne précise pas de cause du décès et les journaux attribuent sa mort à des frissons congestifs.
Il est inhumé au cimetière de Greenwood. Benton est un franc-maçon et membre de la loge Webb n° 24 à Richmond, Indiana, et des maçons de l'Arche Royale (Roi Salomon Chapitre N° 4) à la Nouvelle-Orléans.